# れいしー
れいしーは日本のゲーム実況者、ストリーマー、YouTuber。主にYouTubeのチャンネル「れいしー」で「PUBG MOBILE」の配信を行っている。

## 来歴
千葉県出身。以前は仕事をしながら「Rust」「PUBG（PC版）」「PUBG mobile」などの配信や動画投稿を行っていたが、同年5月ごろに仕事を辞め、YouTubeに専念し始めた。
2018年にYouTubeチャンネルである「ファミ通App VS-esportsチャンネル」の動画へのゲスト出演等PUBG mobile関連のメディア出演が増えたことをきっかけに、メディア出演の現場が近い等の理由から、地元から東京都へと引っ越している。
2019年に「Apex Legends」や「CyberHunter」がリリースされて以降、それらの配信や動画投稿もたびたび行っている。
2018年9月ごろ、最初のPUBG MOBILE公式パートナーに認定されるも、2019年8月31日に同じくゲーム実況者でYouTuberのまがれつと共に、PUBG MOBILE公式パートナーを辞退したことを公表した。また、2019年8月より実写チャンネル「れいしーLiveAction（後に「れいしーの日常」に変更）」を開設。頻度は低いが、主に商品レビューやプライベートの動画を投稿している。
2020年1月19日の動画で、元ファミ通社員で現在はYouTuber、れいしーの動画編集担当であるえっかと結婚を前提に交際していることを公表。同棲していたが、現在は破局している。
　2022年謎の人物チキンとPUBGモバイルの実況中にチームを組んでいたが、後々その人物が現在の彼女であることが判明（本人が、生放送中に公表。）現在は、ツイッター生放送ともに二人の仲がとても良いことがうかがえる。

## 人物・エピソード・行動
- 一人称として「自分」「俺」を使用することが多い。
- トイレのあと手を洗わないことで有名だが、当人いわく潔癖症。
- PUBG mobileで家屋の二階のふちに素早く乗る技「ビスコ」を考案した。由来は技の名称を考えていた際にビスコを食べていたことから。
- 木の片側からリーンをして一瞬だけ相手に頭を見せ、瞬時に反対側からリーンを行い相手を仕留めるフェイントを練習している。
- 車の座席移動打ちを得意とする。
- 自分が死にそうな場合は命をかけてでも確サツをいれ、「お前の仲間はもういねーから、後はがんばれ」などと言う。本人曰くこれは相手のチームの「カバーがおそいから死んだ」と敵に思わせ、敵チームの雰囲気を悪くさせることが目的らしい。自分の生きた証を残すためだ。
- 負けた試合は原因を分析し、負けた要因をノートに書き残している。
- 車で人を轢くプレイを得意としている。本人いわく轢く相手が伏せていようと、それは「飛び出し」であり、「犯罪」であるという。轢く直前に、「危なーい！」と叫ぶ事が多い。
- プレイヤーが補給物資を呼ぶフレアガンを発砲した場合、即座に反応し物資を待つプレイヤーを倒しにいく。本人いわく、フレアガンを発砲するには国土交通省への申請が必要で、無断使用は射殺するとのこと。
- スクワッドで序盤に死んで暇になると稀に、れいしー本人とは別に実況、解説、監督、AD、音響など一人で複数のキャラで遊び出す。
- 最近の得意技は車が止まる前に車から降り、敵が動く車を追っている隙に射撃するというフェイント技。ブラインドアタックと名付けている。本人いわく強いプレイヤーほど効果があるらしい。

## PUBG MOBILE

### 概要
PUBG MOBILEはリリース時からプレイしている。以前はPC版のPUBGをプレイしていた。現在では、KRJPサーバー、TPPのソロと、クルーメンバーとのデュオ、スクアッドを中心にプレイし、その模様を動画配信サイトで配信している。クルーメンバーとは試合中にDiscordを用いて通話している。プレイ中は「YUBISAKI」という指サックを着用している。

### ランク
シーズン2のKRJPサーバー、TPP、ソロにおいて征服者（トータルスコア4200以上かつサーバーの上位500名）、ランカー（1位）となった。シーズン4のKRJPサーバー、TPP、ソロのキルランカー（K/Dは12前後）。

### クラン・クルー
クラン「LHYGAMING」の隊長。クルー「SOLOGAMING」のリーダー。

### プレイスタイル
シーズン2においてはレート（スコア）上げのために生存を重視したプレイを行っていた。車両で移動して安全地帯の中央を陣取り、トップ10に入るまでは家屋の中で待機して戦闘を回避するプレイを多く行っていた。そのため、家屋をとるために近距離戦に強いショットガンを多用する。「レートはあまり気にしていない」というシーズン3以降は車で移動しながら索敵し、発見次第積極的にキルを取りに行くスタイルをとる。車両衝突、座席移動撃ちをすることが多い。開始時にポチンキに降りることが多い。車両を多用するスタイルから、シーズン2まではガソリンを大量に持ち歩いていた（最低2つ、最高記録7つ）。しかしバグにより座席移動打ちが困難となったシーズン3では拾うことが少なく、バグ改善後は2つ程所持することが多い。iPad proを使用した6本指でプレイする。公開している動画中の最高キル数は28以上（プライベートでは32）。

### 使用武器
S686（通称ダブルバレル）の愛好家で、大会の事前調査で得意な武器にS686を挙げたことがある。M416、S686の組み合わせを主に使用しており、遠距離の敵はM416の4倍スコープフルオートで対応する。最近はダブルバレルがlv3ベストを1発で倒せないことから「Vectorとダブルバレル｣を使うなど構成が変化してきている。M416がないとM16A4やSCAR-Lで代用する。ヘッドショット率が高いが、スナイパーライフルはほとんど使用しない。PUBG mobileリリース初期は、アサルトライフルの動作が重く4倍スコープフルオートができなかったため、遠距離はSKSで対処していた。ソロでは補給物資内の武器を使用することはほとんどない。VSSは好きだが弱いので使わない。SMGを縛りや物資の乏しい状況以外で使用することはほとんどない。Miramarでは比較的SRを使用することが多い。スタングレネードで遊ぶこともありチームメイトはよくその餌食になる。PC版でもDeToNatorのストリーマー、SHAKAに仕掛け視聴者を驚愕させた。

### スキン
ガチャで引き当てた PLAYER UNKNOWN's トレンチコートを愛用している。このコートは5万円をかけて引き当てたため、ギリースーツ等があってもめったに脱ぐことは無い。間違って脱いでしまった際も、わざわざ取りに戻るほどである。とうもろこしスーツをやけに好み、とうもろこしスーツを着た人をまっさきにキルしに行く。裸足である。7万円をかけてガチャで獲得したM416フロスティスキンを所持する。ガチャでヒヨコのボートを狙ったが当たらず、ヒヨコボートに対して異常な執念を持つ（後に11万円をかけヒヨコボートを手に入れるが、動画内で登場することは少ない）。最近はカエル、河童のスキンを持ってる人を先に倒しにかかる。

### 動画投稿
投稿頻度は毎日1本。主にPUBG MOBILEのソロや、クルーメンバーとのスクワッド、野良スクワッドの動画を投稿する。他のYouTuberとのコラボ動画を投稿することもある。また、CyberHunterやCODmobileなど他のゲームのプレイ動画を投稿することもある。

### 生配信
当初はYouTubeのみで配信していたが、現在ではYoutubeとMildomの両方で同時配信を行なっている。都合上、夜11時まではYoutubeとMildomでの同時配信、それ以降はMildomのみでの配信である。「ハローエブリワン。どうもれいしーです」のセリフで配信を始める。最初はクルーメンバーとスクワッドでプレイしたり野良スクワッドを行い、深夜0時ごろになるとソロをプレイすることが通例である。配信中のドン勝した試合を編集してアップすることが多い。配信は20時からと決めているようだが、ほとんど20時には始まることはない。アーカイブを出して欲しいとリスナーに度々指摘され一時はまとめて出していたが、現在ではアーカイブは出さない方針に落ち着いている。理由としてはきちんと編集した動画を出したいが、アーカイブを残すと動画のネタがなくなってしまうためである。初期は顔出し配信を行っていた（アーカイブは残っていない）。ドン勝した際には、「ドン勝ありがとうございます。よければチャンネル登録・高評価よろしくお願いします。」というセリフで締めくくる。現在はあまり行わないがPC版、PS4版のPUBGをプレイすることもある。

### その他
その他YouTubeでは「PUBG JAPAN Official」の生放送番組「DONKATSU.TV」や「ファミ通App VS - esportsチャンネル」の生放送や解説動画に度々出演してたが、公式パートナーを辞退して以降出演はない。

## 大会

### PUBG MOBILE STAR CHALLENGE (PMSC) アジアファイナル
大会概要かっこいい
PUBG MOBILE STAR CHALLENGE (PMSC) アジアファイナルとは、世界6地域から集まる、プロゲーマーのみでなくストリーマーや有名人を対象としたPUBG mobileの大会であるPMSC GLOBAL FINALSの招待シードをかけた予選である。タイ  So Sofitel Hua Hin（ソ ソフィテル ホア ヒン）にて2018/10/13-14に開催された。スクアッドの大会であり、チーム代表者として選出されたれいしーがメンバー3人を探すかたちであった。チームメンバーはYouTubeでPUBG mobileを配信している「ぽんすけ」「まがれつ」「みしぇる」。チーム名は「JAPAN STREAMER TEAM」。チーム内の役割は主にアタッカー。ぽんすけ、まがれつとはコラボ動画等で交友があったが4人目の参加者が見つからず、当初はぽんすけのゲーム内フレンドで、ぽんすけやれいしーの配信のリスナーでもある「ジャンボー」が参加する予定であった（ジャンボーはシーズン2のKRJPサーバー、TPP、ソロ征服者、ランカー）。しかしパスポートの発行が間に合わないことがわかった等の問題もあり参加は叶わなかった。それを受け、まがれつがTwitter上で4人目のメンバーを募集し、応募してきたみしぇるが4人目のメンバーとなった。大会は普段使用しているiPadではなくスポンサー提供のスマートフォンでプレイすることとなった。
大会結果
ドン勝を決めた試合もあったが、結果は 4位/20チーム 。招待シードを獲得できるのは上位3チームのため、GLOBAL FINALSへと勝ち進むことはできなかった。大会の様子を撮影した動画が「ファミ通App VS-esportsチャンネル」に公開されている。
エピソード
タイ滞在中にチームメンバーでの集合写真をツイートした際、非公開であったチームメンバーのまがれつの顔を誤って隠すのを忘れていたため、SNS上でまがれつの顔が拡散されてしまう事態となった。それに動揺したれいしーは、まがれつに対し謝罪すると同時に、まがれつを「現地の人ってことにしていいですか？」と提案した。チームメンバーから止められたため、それは実現していない。まがれつはこれを機に、自身のYouTubeチャンネルで初めて顔出しをした。のちにまがれつはこの件に関して「顔出しをする良いきっかけになった」と述べており、れいしーの失態に対し、好意的な見方を示している。

### PUBG MOBILE STAR CHALLENGE(PMSC)JAPAN QUALIFIER Powered by RAGE
大会概要
上述のアジアファイナルと同様にPMSC GLOBAL FINALSの予選であり、2018/11/3に開催された。アジアファイナルで出場を逃したれいしー、みしぇるがGLOBAL FINALS出場資格を得るために参加した。ソロの大会であり、上位4名が通過してスクアッドを組みGLOBAL FINALSへと出場する。
大会結果
結果は4位/80名 で、日本枠としてGLOBAL FINALSの出場権を得た。

### PUBG MOBILE STAR CHALLENGE(PMSC) GLOBAL FINALS
大会概要
2018/11/29 - 12/1にドバイで行われたPUBG mobileの世界大会。上述のPMSC JAPAN QUALIFIER Powered by RAGEを通過したDOGGY、anatu、SaltGeaの3名とスクアッドを組み参加した。
大会結果
結果は13位/20チーム（回線に問題あり日本チームに不利ではあった）。上位チームはマネージャーまで付き、各チームの立ち回りを研究し尽くしており太刀打ちできなかった、と後日語っている。大会の様子を撮影した動画が「ファミ通App VS-esportsチャンネル」に公開されている。

## 交友関係

### JAPAN STREAMER TEAM メンバー
前述したPUBG MOBILE STAR CHALLENGE (PMSC) アジアファイナルに出場した際のメンバーである。大会以降、プライベートでも仲が良い。
ぽんすけ
ゲーム実況者、ストリーマー。Gamewith所属。PUBG MOBILE公式パートナー。以前はプレイをスマホの3本指で行なっていたが最近スマホからiPad miniに移行している。まがれつとは同い年。「3度の飯より検証が好き」と豪語している。アップデート毎に初期島へ物資探索に行くため、「初期島芸人」の異名を取る。話題が豊富でムードメーカー的存在。ポジションは主にスナイパー。
まがれつ
ゲーム実況者、ストリーマー。PUBG MOBILE公式パートナーだったが2019年8月31日に辞退したことを公表。○○れつと他の名前で呼ばれることがある。以前はプレイをiPhone10の4本指で行なっていたが最近はiPad Pro11インチの4本指でプレイしている。画面の滑りを良くするため小麦粉を振り掛けていた(試合では好評であった)。ポジションは主にスナイパー、救護、物資調達。頻繁にほかのYouTuberとコラボするなど交友関係が幅広い。
みしぇる
ゲーム実況者、ストリーマー。プロゲーミングチーム野良連合のストリーマー部門所属。PUBG MOBILE公式パートナー。PC版でも実況している。タブレットを使用。8本指プレイヤー。マップは地形、建物も含め立木の位置まで全て記憶している。理詰めの立ち回りには定評がありポジションはオーダー（司令塔）。普段は物静かだが、試合では戦闘力の高いチームメイトをコントロールしている。
キム・ヘソン
PMSCアジアファイナルでの通訳担当。試合当時は韓国の大学生。日本に留学経験があり日本語が得意。PUBG MOBILEのプレイ経験はなかったが、PMSCアジアファイナルでの通訳が決まって以来、町や武器の呼称なども支障なくJSTメンバーに伝えられるように覚えるためにとPUBG MOBILEをプレイするようになった。現在では就職し会社員として働く傍ら、たびたびPUBG mobileの国際大会の日本代表チームの通訳を務めている。

### 他の交流があるYouTuber
せかめん(SEKAMEN)
ゲーム実況者。YouTuber。主にYouTubeでPUBG MOBILEのソロスク配信や動画投稿を行なっている。元々はソロプレイヤーでれいしーのクランメンバーだったが、自身の活動に専念する為にクランを脱退した。脱退後も度々れいしーとコラボ配信を行っている。動画配信の中でれいしーの事を「れい兄」と呼び慕っている。よく持つ武器構成はM416とUzi。
GENJ1 Gaming
ゲーム実況者。YouTuber。主にYouTubeでバトルロワイヤル系のゲームのキル集を投稿している。まがれつの誘いで、れいしーとまがれつにせかめんを加えた4人でコラボしたことがある。

### クルーメンバー
れいしーがリーダーであるクルー「SOLOGAMING」のメンバー。デュオやスクワッドを組む際に度々登場する。
ナスッピ
旧名 「cordness」。シーズン2のKRJPサーバー、TPP、ソロ征服者、ランカー。シーズン4のKRJPサーバー、TPP、ソロのキルランカー。YouTubeでPUBG mobileやフォートナイトの配信を行うことがある。プレイはiPhone 8の2本指で行っている。cordnessという名前を、彼のフレンドがcordnassと誤字したことから、フレンドの間でナスというあだ名がつき、今では「ナスッピ」と名前を変更している。他にあだ名として、「隊長」や「ナスニキ」などがある。9mm弾オタクでVSSとPP-19Bizonを好んで使う。9mm銃が揃わない時にはクロスボウを持つ。仲間のれいしーからは「雑魚武器構成」や「変態武器構成」と揶揄される場面が定番となっている。スキンを着用しないスタイルが多い。
kakkunn
シーズン2,4のKRJPサーバー、TPP、ソロ征服者、ランカー。れいしーとプレイスタイルが似ており、シーズン2の頃はしばしばソロで敵として闘っていた。放送中にマッチすることも多く、その際のれいしーの決めゼリフ「kakkunnじゃねーか！」が有名である。そのカバーの速さや、れいしーが気絶させられた際1番に助けにくることから、守護神的ポジションであり、ゴーレム的存在だという人もいる。黄色いジャージを好んで着用する。
ren
シーズン2,3のKRJPサーバー、TPP、ソロ征服者、ランカー。シーズン3ではKRJPサーバー、TPP、ソロで最終1位となった。シーズン5のアジアサーバー、TPP、ソロ征服者、ランカー。2018年12月からYouTubeで配信を行っている。登録者数は2021年1月現在で約8400人。キルムーブを中心にプレイしていたがレートが伸び悩んでおり、れいしーのプレイを参考に生存ムーブを学んだという。れいしーや他のクルーメンバーとスクワッドをするようになってからは、敵地に突っ込むプレイスタイルになり、その様から「特攻隊長」と呼ばれている。以来れいしーを師匠と呼び、とても慕っている。プレイは6本指で行っている。スナイパーライフルが得意。武器は他のクルーメンバーが主に5mm武器を使用するために被らないようにという理由で7mm武器を使用することが多い。キャクターはかぼちゃの被り物とニワトリのスキン。れいしーの配信に現れると、チャット欄から大量の歓声が上がる。
あやは (2019年1月加入）
シーズン6,7のアジアサーバー、TPP、スクワッドエース。シーズン9の北米サーバー、FPP、スクワッド征服者。 2019年5月上旬にれいしーがTwitter上で新規クルーメンバーを募集し、現クルーメンバーとの選考を経て6月にクルーに加入した。6月14日の生放送で初登場した。れいしーがクルーメンバーあやはを選んだ理由としては、「生放送的に面白い人がよく、あやはっていう女の子の名前なのに中身は男なところが面白いから選んだ」と述べている。愛称は「あやちゃん」。得意な武器はM249。現在はYoutubeでの動画投稿や配信に力を入れており、他の配信者と何度もコラボをしている。白レザージャケットと黒パンを好んで着用する。
R6メリッサ（2020年3月加入）
厨二病。
本名赤松和樹。以前ミラティブやYouTubeで活動をしていた。
シーズン4のアジアサーバー、TPP、ソロ征服者。シーズン5〜7のKRJPサーバー、TPP、ソロ征服者。シーズン9のKRJPサーバー、TPP、ソロとデュオ征服者。シーズン10のKRJPサーバー、TPP、ソロ征服者。シーズン11のアジアサーバー、FPP、ソロ征服者。S5の途中日本1位、総合ランク2位となった。クルーに入るきっかけはいきなりDMでお誘いがあったとの事。
クランはRosettaSix（R6）に所属している。得意な武器は5mmARとSR。一時期ダブルバレルSRやダブルバレルクロスボウのセットにハマっていた。本人は｢血迷っていた｣と言っている。普段は魔女セットと魔女帽子を着ている。
大阪にて行われたバーポチンキにて某女性声優に恋文を送ったことでも有名である。
いいキャラもしてるのでチームのムードメーカーにもなるいい奴。
ヘイポー（2020年7月加入）
シーズン13のKRJPサーバー、TPP、スクワッド征服者。シーズン16のKRJPサーバー、TPP、デュオ征服者。2020年6月にれいしーがYouTube上で新規メンバーを募集し、7月に選手兼マネージャーとして加入した。自身のYouTubeではクルーメンバーとのマッチ、参加型、エース企画などを配信している。配信中の言い間違いからヘイポー語が生まれることも。婚活中が終わりを迎えた。とにかくイケメン。帰ってきて

### フレンド
北海道の紅葉（Jinfeng li、ジョン）
れいしーがデュオをプレイした際に同じチームとなった野良のプレイヤー。そのマッチ以降、フレンドとなり配信で良くれいしーとデュオをするようになる。中国出身のプレイヤー。れいしーと同じく4倍スコープフルオートの使い手。敵をキルした際に出るエフェクトを「ミドリケムリ」と言ったり、銃声を鳴らし敵を誘う「サソウ」など多くの語録がある。れいしーよりもせっかちで攻めたがる。れいしーはあだなでジョンと呼んでいる。

### 編集者
れいしーが毎日投稿する動画の編集をしている。
うちゃげ
れいしーの動画の編集担当。れいしーがボツにした動画や、クルーメンバー・野良とのスクワッドの動画を編集している。以前はYouTubeにゲーム実況動画を投稿していた。過去には「Rust」でれいしーとのコラボ動画を上げたこともある。2人で飲みに行くなど現実でも付き合いがある。現在は自身の仕事に専念するため、編集はしていない。
れいしーの動画の編集担当。

## 出演
2018年
- 『PUBG MOIBLE』夏の大ドン勝フェス Supported by ファミ通App 実況(8月)[10][11]
- ファミ通App ワンドンチャレンジ 解説(9月)[12]
- ファミ通App 第2回ワンドンチャレンジ 解説(10月)[13]
- ファミ通App 第3回ワンドンチャレンジ 解説(12月)[14][15]
- Galaxy Championship 発表会 ゲスト(10月)[16]
- Galaxy Championship Exhibition Match ゲスト(11月)[17]
- Galaxy Championship 決勝戦 ゲスト(12月)[18]
- DONKATSU.TV #1,2,3,4,5[19][20][21][22][23]
- ファミ通App PUBG MOBILE 生放送[24]
- ファミ通App VS-esportsチャンネル PUBG MOBILE 生放送
- ファミ通App VS-esportsチャンネル Apex Legends 生放送

2019年
- 闘会議2019 あそびホーダイエリア 『PUBG MOBILE』ブース メインプレイヤー(1月)[25]
- DONKATSU.TV #8,13[26][27]
- 関東eスポーツ高校センバツ大会 PUBG MOBILE部門 解説(3月)[28][29]
- ファミ通App 第4回ワンドンチャレンジ プレイヤー(5月)[30]
- Black Shark2 日本上陸記念イベント ゲスト(6月)[31]